# 小行星2960
小行星2960（2960 Ohtaki）是一颗围绕太阳公转的小行星。1977年2月18日，香西洋树、古川麒一郎在木曾町发现了此天体。
該小行星以日本長野縣西南部的木曾郡王瀧村命名。
这颗小行星的绝对星等为333.6608488841451等。